# Lampung
Lampung – prowincja w Indonezji na południowym krańcu Sumatry. Powierzchnia 33 553,35 km²; 8,5 mln mieszkańców (2020); stolica Bandar Lampung.
Na rozwój prowincji duży wpływ ma jej położenie przy cieśninie Sundajskiej i bliskość Jawy (realizacja rządowego programu migracji w celu odciążenia najbardziej przeludnionych wysp Jawa i Bali). Gospodarka o charakterze rolniczym, (ryż, kawa, pieprz, orzeszki ziemne, palma kokosowa, kauczuk); rozwinięte usługi i administracja; turystyka, najważniejsze obiekty: Way Kambas Nature Reserve, Sebuku Island Marine Park, Krakatau, zabytki z okresu imperium Srivijaya (VII w.).
Główne miasta: Bandar Lampung, Metro.